# Hydromanicus eleasar
Hydromanicus eleasar är en nattsländeart som beskrevs av Malicky 1993. Hydromanicus eleasar ingår i släktet Hydromanicus och familjen ryssjenattsländor. Inga underarter finns listade i Catalogue of Life.